# 16bit 센세이션
《16bit 센세이션》(일본어: 16bitセンセーション 주로쿠빗토 센세숀[*])은 미츠미 미사토, 아마즈유 타츠키, 와카키 타미키에 의한 동인지 및 만화다. 2016년 코믹마켓 91에서 처음으로 동인지로 배포되었다.
1990년대부터 미소녀 게임(에로게)의 개발에 종사해 온 미츠미와 아마즈유가 16비트 PC 전성기였던 당시의 개발 현장의 상황을 기록하기 위해, 2명의 원안의 원안, 와카키를 작화에 기용하여 동인지로 시작했다. 이야기는 미소녀 게임 제작사에 들어가게 된 평범한 소녀가 그 현장을 목격한다는 구성으로 되어 있다.
2020년부터 KADOKAWA에서 상업지판 단행본 《16bit 센세이션 나와 모두가 만든 미소녀 게임》(일본어: 16bitセンセーション 私とみんなが作った美少女ゲーム 주로쿠빗토 센세숀 와타시토 민나가 쓰쿳타 비소조 게무[*])이 발매되었다. 상업 단행본에서는, 작중에서 접하고 있는 게임 등의 실명을 쓰기 위해 허락을 받고 있지만, 권리처 불명 등 때문에 허락을 받지 못하고 동인지판에서 컷 되거나 바꿔 넣어진 것이 존재 한다.
2023년 10월부터 12월까지, 설정을 변경해, 2023년에서 1992년에 타임 슬립한 일러스트레이터 여성이 원작 만화에 등장하는 게임 제작 회사에 오는 이야기를 그리는 텔레비전 애니메이션 《16bit 센세이션 ANOTHER LAYER》(16bitセンセーション ANOTHER LAYER)가 방송되었다.

## 줄거리
1992년 대학 인근 PC숍에서 아르바이트를 시작한 대학생 우에하라 메이코는 점장 로쿠타에게 그림을 잘 그리는 것을 기대하고 2층에 있는 미소녀 게임 제작사 알코올 소프트에 끌려와 스태프가 1명 도망치면서 대체 서브그래피커로 일하게 된다. 컴퓨터를 만져본 적도 미소녀의 일러스트도 그려본 적도 없는 메이코는 다른 선배 스태프들에게 배우며 그래피커로서 분투하는 나날을 보낸다.

## 등장인물
나이는 만화판에서의 이야기 개시(1992년) 시점.

### 알코올 소프트 관계자
우에하라 메이코(上原 メイ子)
성우 - 호리에 유이/미연
원작 만화의 주인공. 19세의 대학 1학년. 알코올 소프트에서 원화와 CG를 각각 맡고 있다. 일러스트는 잘 그릴 수 있지만 미소녀 게임은 그리 잘 모른다.
시모다 카오리(下田 かおり)
성우 - 카와스미 아야코/장원영
알코올 소프트에서 기획, 원화, CG를 각각 맡고 있다. 고양이 귀 모자를 트레이드 마크로 하고 있어 목욕할 때도 쓴 채로 한다.
21세. 미소녀 게임에 대해 잘 알고 있기 때문에, 그것을 만들 때는 항상 열정을 가진다.
로쿠다 마사루(六田 勝)
성우 - 이토 켄타로/김민석 (가수)
32세. 마모루의 아버지. 통칭 점장. 알코올 소프트 사장과 1층 PC숍 점장을 각각 맡고 있다.
로쿠타 마모루(六田 守)
성우 - 아베 아츠시
10세. 마사루의 아들. 통칭 마모. 3살 때부터 PC-9801을 접해 히라가나보다 어셈블리어을 먼저 기억했다고 한다. 가족의 일로서 알코올 소프트에서 프로그래머를 맡고 있다. 자신이 작성한 프로그램에 대해서는 완벽하다고 자부한다.
원작에서는 당초 10세의 초등학생(그 후 성장)인데 반해, 애니메이션에서는 시작할 때부터 교복을 입은 중고생 정도의 모습으로 변경되었다.
고미카와 키요시(五味川 清)
성우 - 후쿠시마 준
24세. 통칭 쿙시. 알코올 소프트에서 시나리오 라이터를 맡고 있다. 평소 프로레슬러 같은 마스크를 쓰다 보니 맨얼굴은 아무도 모른다.
코아마 센리(小山 千里), 코야마 마리(小山 万里) / 키키라라(キキララ)
성우 - 아카오 히카루
알코올 소프트에 온 시점에서 고등학생인 쌍둥이 시나리오 라이터. 키키라라는 필명이고, 본명은 코야마. 도쿄 BBS에서 SS(2차 창작 소설)를 쓰고 있던 것을 '아이돌 라이터'라는 명목으로 카오리에게 스카우트된다. 코스플레이어로도 활동하고 있다.
하시모토(橋本)
성우 - 아사노 마스미
일하고 있던 은행이 망한 후, 알코올 소프트의 홍보로서 일하게 된 여성. 대부분 정장 차림으로 성실하고 확고한 성격. "은행은 빌어 먹을 것 같은 일뿐"이었지만 "알코올 소프트는 긍정적이고 할 보람이 있습니다"라고 말했다.
유우키(結城)
성우 - 스기야마 리호
그래픽 팀. 애니메이션판에서 이름이 나온다.
카미야마(神山)
성우 - 이치노세 카나
그래픽 팀. 애니메이션판에서 이름이 나온다.
미나미자토(南里)
성우 - 카와세 마키
그래픽 팀. 애니메이션판에서 이름이 나온다.
하루히코(ハルヒコ)
성우 - 타카하시 신야
음악. 애니메이션판에서 이름이 나온다.

### 그 외의 인물
야마다 토우야(山田 冬夜)
원작판
미소녀 게임회사 '슈팅스타' 사장. 트윈테일에 거유 여자. 메이코의 인기에 질투하고, 라이벌시하고 있다.
애니메이션판
성우 - 야마네 아야
1996년 시점에서 19세. 롱 헤어의 안경을 썼지만 1999년에는 안경을 벗고 트윈테일로 바꾸었다. 1996년 아키하바라에서 메세 산오에 넣지 않았던 곳에 코노하를 만나 미소녀 게임 구입에 사귀게 한다. 그 후 코노하를 '언니'라고 부르며 당황하게 되어, 이윽고 미소녀 게임의 원화가로서 데뷔한다.
이치가야 카네토(市ヶ谷 金人)
애니메이션판에서는 이치가야 토요(市ヶ谷東洋)(성우 - 모리쿠보 쇼타로). 다이아몬드 스튜디오 사장. 알코올 소프트 게임의 컨슈머판 이식, 심지어 애니메이션 기획까지 가져온다. TV나 잡지 등 미디어 노출도 많은 유명 프로듀서로, 입에서는 언제나 기세가 풍부한 상태를 말하고 있어, 게임 뿐만이 아니라 다양한 사업에 손을 내밀고 있다.

### 애니메이션판 오리지널 캐릭터
아키사토 코노하(秋里 コノハ)
성우 - 코가 아오이
TV 애니메이션판 《ANOTHER LAYER》의 주인공인 일러스트레이터. 일러스트계 SNS로 활동하고 있어 미소녀와 미소녀 게임을 사랑해, 자신이 그린 미소녀를 히로인으로 한 대작 미소녀 게임을 만드는 것을 꿈꾸면서 미소녀 게임 회사 '블루벨'에 들어간다. 자신의 팬 사랑에 근거한 제작법을 생각하고 있지만, 일러스트레이터라고 해도 서브 취급이며, 하는 것은 남자 캐릭터의 등을 계속해서 그리는 것 뿐. 상사에게 기획을 제안하면, '우리에게 그런 물건을 제작할 여유는 없다'라고 문전박대 받는 등 이상과는 크게 멀리 떨어진 현실에 견딜 수 있어, 마무리에는 '회사에 가고 싶지 않다'라고 생각할 만큼 블루벨을 그만두고 싶다.
2023년 시점에서 19세. 자기 방에는 미소녀 게임을 많이 두고 있다.
에코1, 에코2, 에코3
에코1(성우 - 타마루 아츠시), 에코2(성우 - 이마이즈미 리오나), 에코3(성우 - 기부 유코
1985년(원작보다 과거)의 게임 회사인 에코 소프트의 종업원 남자, 여자, 개. 전원이 '에코'를 자칭하고 있으며, '에코1', '에코2' 등은 마모루가 편의상 명명한 것. '상상력을 모른다', '게임의 에너지를 측정한다' 등 수수께끼의 언동을 한다.
사장
성우 - 마스오카 타로
코노하의 근무처인 게임회사 '블루벨'의 사장. 염가판의 에로게에서 밖에 승부하지 않는다. 코노하가 젊은층을 향한 게임의 신기획을 제안한 적이 있었지만, '중소의 영세 기업에 그런 물건을 제작할 여유는 없다'라고 일갈한다. 이 사장의 낡은 생각이 코노하가 블루벨을 그만두고 싶어하는 이유 중 하나이다.
글렌 포크너
성우 - 카세 야스유키
플래닛 게임즈 재팬사 CEO. 앞면은 슈팅스타와 경영 통합함으로써 노하우를 공유하고 보다 품질이 높은 것을 제공하는 것이 목적이다. 그러나 본래의 목적은 '라스트 왈츠'를 생각해낸 천재 크리에이터 아키사토 코노하를 도입해 명실상부한 세계 제일의 엔터테인먼트가 되는 것이었다. 그러기 위해서는 수단을 가리지 않고, 우선 토오야의 스마트폰을 해킹한다. 그리고 가공된 토오야의 보이스로 코노하를 끌어내자 잠들게 한 뒤 차에 데리고 납치했다.

## 서지 정보
- 와카키 타미키(만화)·미츠미 미사토(원안)·아마즈유 타츠키(원안) 《16bit 센세이션 나와 모두가 만든 미소녀 게임》 (KADOKAWA)
  1. 2020년 9월 14일 발매[4], ISBN 978-4-04-109755-7
  2. 2021년 11월 6일 발매[5], ISBN 978-4-04-111605-0

## TV 애니메이션
2022년 12월에 개최된 '코믹마켓 101'에서 《16bit 센세이션 ANOTHER LAYER》라는 제목으로 애니화하는 것이 발표되었다. 2023년 10월부터 12월까지 TOKYO MX 등에서 방송되었다.

### 설명
애니메이션화에 있어서, 새로운 캐릭터 아키사토 코노하가 주인공으로 설정되어 '코노하가 현대(2023년)에서 1992년(원작으로 그려져 있는 시대)에 타임 리프해, 1992년 당시의 사람들과 엮이게 된다'라고 하는 스토리로 변경되었다. 이 방안을 생각한 것은 원작자 와카키 타미키 자신이며, 코노하를 통해 '2023년 시청자'가 본 '1992년 당시의 최신 기술 등'에 대한 격차가 그려지게 되었다. 또, 《시즈쿠》, 《키즈아토》 《투하트》로 당시의 미소녀 게임을 이끈 시나리오 라이터인 타카하시 타츠야가 애니메이션화에 있어서 초청되어, 당시의 지식을 활용하고 있다. 실제 담당에 대해서 메인 스토리는 와카키가 생각해 타카하시가 그것을 각 이야기마다의 각본가에게 전해 감수하는, 한층 더 감독 사쿠마, 그리고 와카키가 다시 체크하는 형태로 되어 있다.
원작 시점에서 다수의 미소녀 게임에 대해 직접 언급되었지만, 애니메이션에서도 엘프의 《동급생》을 비롯해, Leaf(아쿠아플러스)의 《코믹파티》와 《키즈아토》, Key(비주얼 아츠)의 《카논》, Purple Software의 《해피메어 REGRET END》 등과 같은 미소녀 게임의 이름과 실제 패키지 영상 등이 그대로 사용되고 있다.

### 줄거리
2023년, 미소녀와 미소녀 게임을 좋아하는 일러스트레이터 아키사토 코노하는 초인기 화가가 되는 길을 목표로 자신이 그린 대작 미소녀 게임을 내보낸다는 꿈을 가지고 있었다. 하지만 이미 미소녀 게임은 소셜 네트워크 게임 등에 의해 시장은 빼앗겨 황금기는 지나가고, 코노하의 회사도 소규모 성인 게임을 만들어 숨을 쉬고 있어, 코노하 자신은 그런 회사의 서브 일러스트레이터로서 모브 캐릭터의 뒷모습을 그리는 나날을 보내고 있었다. 그런 가운데, 코노하는 게임 가게의 점주에게 과거에 발매된 명작 미소녀 게임을 양도받게 되었다. 그 중 하나인 《동급생》의 패키지를 연 순간, 갑자기 코노하는 빛에 감싸여, 다음 순간에는 미소녀 게임 여명기인 1992년 아키하바라에 타임 슬립해 있었다. 곧 코노하는 당시 존재했던 회사인 알코올 소프트에서 미소녀 게임 만들기를 하게 된다.

### 스태프
- 원작 - 와카키 타미키, 미츠미 미사토(아쿠아플러스), 아마즈유 타츠키(아쿠아플러스)
- 감독 - 사쿠마 타카시(佐久間貴史)
- 어나더 레이어 메인 스토리 - 와카키 타미키, 타카하시 타츠야
- 캐릭터 디자인 - 사사키 마사카츠(佐々木政勝)
- 프롭 디자인 - 나에기 요코(苗木陽子)
- 미술 감독 - 아리모토 히사에(有本妃査恵)
- 미술 디자인 - 야마모토 히로노리(山本浩憲), 이시하라 요시미츠(石原由光)
- 색채 설계 - 노보리 하루코(のぼりはるこ)
- 촬영 감독 - 난바 후미토(難波史)
- 편집 - 마키 노부타카(牧信公)
- 설정 고증 - RetroPC Foundation
- 음향 감독 - 모토야마 사토시(本山 哲)
- 음향 효과 - 후루야 유지(古谷友二)
- 녹음 조정 - 하치마키 다이키(八巻大樹)
- 음악 - 야시킨(やしきん)
- 음악 제작 - 애니플렉스
- 음악 프로듀서 - 야마노우치 마사하루(山内真治)
- 치프 프로듀서 - 미야케 마사노리(三宅将典)
- 프로듀서 - 나카야마 노부히로(中山信宏), 오오와다 토모유키(大和田智之), 나가미네 리에코(長嶺利江子), 니이쿠라 토시야(新倉俊哉)
- 애니메이션 프로듀스 - Barnum Studio
- 애니메이션 프로듀서- 데구치 히데오(出口秀男)
- 애니메이션 제작 - st.실버
- 제작 - 16bit 센세이션 AL PROJECT(ANIPLEX, BS11, TOKYO MX, 콘텐츠 시드)

### 주제가
65535
나카가와 쇼코에 의한 오프닝 테마. 작사·작곡·편곡은 Sohbana.
링크 ~past and future~(リンク〜past and future〜)
아키사토 코노하(CV.코가 아오이)에 의한 엔딩 테마. 작사는 KOTOKO, 작곡은 오리토 신지, 편곡은 나카자와 토모유키.

### 방영 목록
| 화수     | 제목                                                        | 각본              | 그림 콘티                       | 연출                            | 작화 감독 | 방송일          |
| -------- | ----------------------------------------------------------- | ----------------- | ------------------------------- | ------------------------------- | --- | --------------- |
| Layer 01 | タイムリープしちゃったぁ~!? 타임 리프를 해 버렸어~!?        | 잣파 고           | 사쿠마 타카시                   | 미즈노 켄타로                   | 사사키 마사카츠 | 2023년 10월 5일 |
| Layer 02 | いっしょに美少女ゲーム作ろ! 같이 미소녀 게임 만들자!        | 타카하시 타츠야   | 와타나베 테츠야                 | 쿠사카 나오요시                 | 코즈츠미 유카 | 10월 12일       |
| Layer 03 | もう一度みんなに会いたくて! 다시 한번 모두를 만나고 싶어서! | 타카하시 타츠야   | 와타나베 신이치                 | 마에조노 후미오                 | 시미즈 타쿠마 타치바나 루이 텐카이 하라다 유카 타카이시 마미 사이토 나오키 郭婷 王梦灵                                | 10월 19일       |
| Layer 04 | いいんだよ! 괜찮아!                                         | 타카하시 타츠야   | 와타나베 신이치                 | 마에지마 히소카                 | 사쿠라이 유야 | 10월 26일       |
| Layer 05 | 2度あったことは3度ある! 두 번 있는 일은 세 번도 있어!       | 잣파 고           | 마스다 토시히코                 | 이토 젠이치로                   | 사카이 KEI 츠지 히로키 타치바나 루이 Zearth Sato 시미즈 타쿠마 周刚                                                   | 11월 2일        |
| Layer 06 | コノハを信じて! 코노하를 믿어줘!                            | 잣파 고           | 오오츠키 아츠시                 | 미즈노 켄타로                   | 사사키 마사카츠 에히메 스다코                                                                                         | 11월 9일        |
| Layer 07 | 雨降って地固まる 비 온 뒤에 땅이 굳는다                     | 히가시데 유이치로 | 아사가야 수족원 스가이 요시히로 | 마에조노 후미오                 | 하기와라 세이지 Zearth Sato 츠지 히로키 시미즈 타쿠마 타치바나 루이 梦灵 权伍骥 天界 주식회사 RA CRAFT STUDIO MASSKET | 11월 16일       |
| Layer 08 | エコー 에코                                                 | 모리세 료         | 사사지마 케이이치               | 사사지마 케이이치               | 이소노 사토루 오쿠다 야스히로 카와니시 무츠키 나에키 요코                                                             | 11월 23일       |
| Layer 09 | またね! 또 보자!                                            | 오오츠키 스즈키   | 사사지마 케이이치               | 마에지마 히소카                 | 사쿠라이 유야 | 11월 30일       |
| Layer 10 | 精一杯やってみる! 온 힘을 다해 볼게!                        | 오오츠키 스즈키   | 마스다 토시히코                 | 스즈키 타쿠마                   | 키쿠타 유지 시미즈 타쿠마 타치바나 루이 权伍骥                                                                        | 12월 7일        |
| Layer 11 | オリジナル・キュー 오리지널·큐                              | 오오츠키 스즈키   | 타케우치 히카루 요시카와 코지   | 미즈노 켄타로                   | 이소노 사토루 翁有威 吳曉偉 葉雲 劉波 徐鵬                                                                            | 12월 14일       |
| Layer 12 | ゆ、ゆゆゆゆゆ…! 유, 유유유유유…!                           | 히가시데 유이치로 | 아사가야 수족원 스가이 요시히로 | 쿠사카 나오요시                 | 사쿠라이 유야 이소노 사토루 오쿠다 야스히로 카와니시 무츠키 나에키 요코 이시이 히사오 이이즈카 에리 Zearth Sato       | 12월 21일       |
| Layer 13 | わたしの大切なもの 나의 소중한 것                           | 타카하시 타츠야   | 사쿠마 타카시                   | 타나카 토모나리 마에지마 히소카 | 이소노 사토루 사쿠라이 유야 오쿠다 야스히로 나에키 요코                                                               | 12월 28일       |

### 내용주
1. ↑  애니메이션에서는 장면에 따라서는 제외하고 있어, 전혀 모자를 붙어 있지 않은 때도 있다.
2. ↑  제8화의 다음화 예고에서는 〈ここどこ?(여긴 어디?)〉.

### 참조주
1. ↑  “テレビアニメ「16bitセンセーション ANOTHER LAYER」が10月より放送開始。1990年代の美少女ゲーム制作現場が舞台の群像劇”. 《4Gamer》. Aetas. 2023년 8월 9일. 2023년 10월 4일에 확인함.
2. ↑  상업지판 단행본 1권, 30쪽.
3. 1 2 3 4 5 6  “STAFF&CAST”. 《テレビアニメ『16bitセンセーション ANOTHER LAYER』公式サイト》. 2023년 10월 4일에 확인함.
4. ↑  “16bitセンセーション 1 私とみんなが作った美少女ゲーム”. KADOKAWA. 2023년 10월 4일에 확인함.
5. ↑  “16bitセンセーション 2 私とみんなが作った美少女ゲーム”. KADOKAWA. 2023년 10월 4일에 확인함.
6. ↑  ““美少女ゲーム”制作の現場描くマンガ「16bitセンセーション」アニメ版は完全オリジナルストーリーに！ 原作者・若木民喜からコメントも”. 《アニメ！アニメ！》. イード. 2023년 3월 25일. 2023년 10월 4일에 확인함.
7. ↑  “【秋アニメ2023】アニメオリジナルストーリーが楽しめる「16bitセンセーション ANOTHER LAYER」10月4日より放送開始”. 《GAME Watch》. インプレス. 2023년 9월 26일. 2023년 10월 4일에 확인함.
8. 1 2 3 4  “秋アニメ『16bitセンセーション』アナザーレイヤー・メインストーリー 若木民喜×髙橋龍也インタビュー【連載第1回】”. 《アニメイトタイムズ》 (アニメイト). 2023년 10월 2일. 2023년 10월 9일에 확인함.
9. ↑  “MUSIC”. 《テレビアニメ『16bitセンセーション ANOTHER LAYER』公式サイト》. 2023년 10월 4일에 확인함.
10. ↑  EDテーマが作詞：KOTOKO 作曲：折戸伸治 編曲：中沢伴行の豪華作家陣による 「リンク～past and future～」／歌：秋里コノハ（CV.古賀葵）に決定！,テレビアニメ『16bitセンセーション ANOTHER LAYER』公式サイト,2023年10月1日